# Mariedals landeri

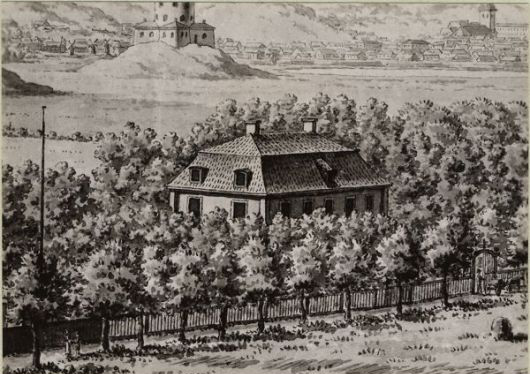
Mariedals landeri 1801.

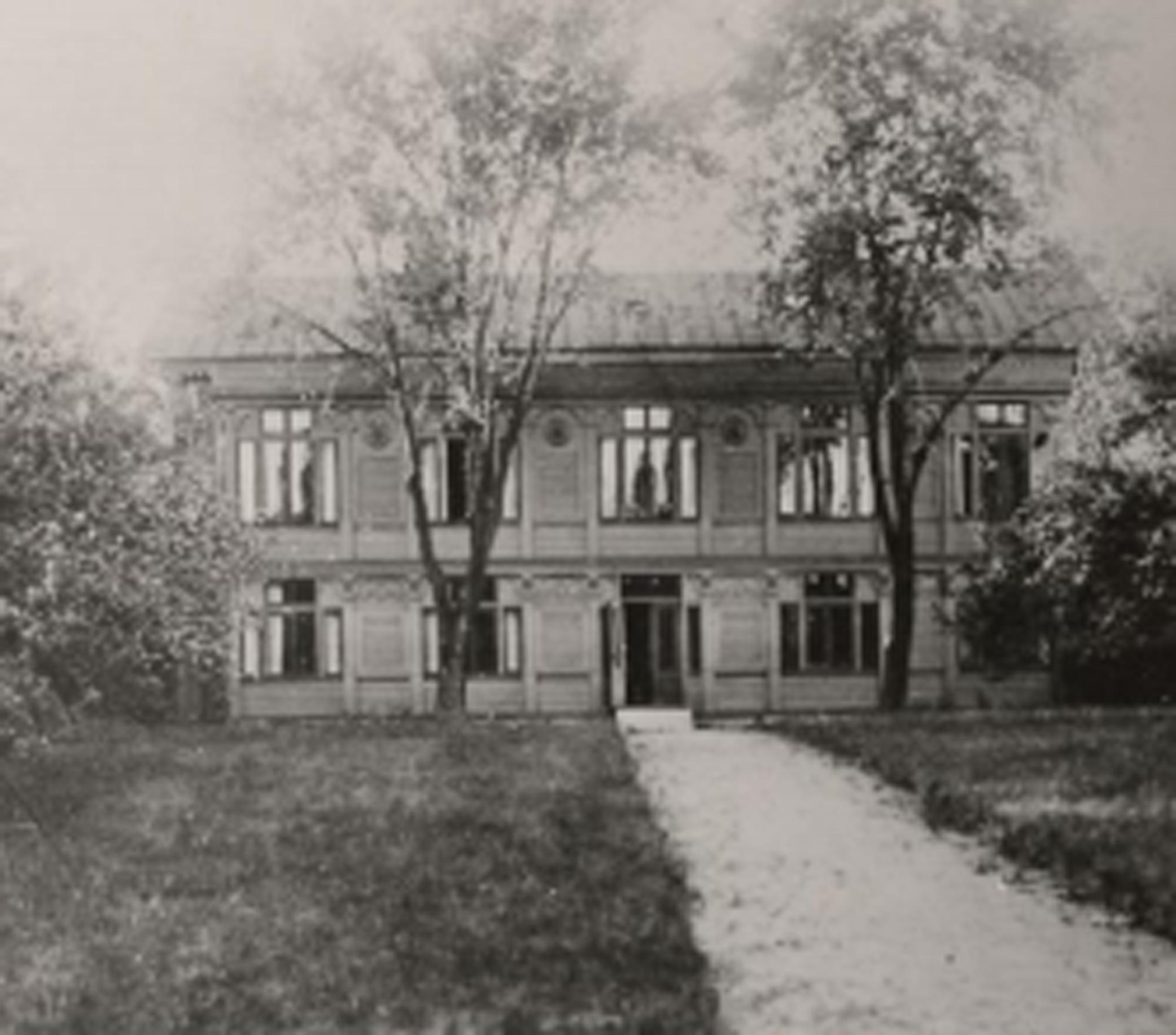
En av manbyggnaderna på Mariedals landeri.

Mariedal var ett landeri i Gamlestaden i Göteborg, där landerimarken delades mellan Mariedal och Marieholm.
Mariedal användes för SKF:s kontor under åren 1910–1914.